# 信陽唐河戰鬥
信陽唐河戰鬥發生於1940年4月20日至5月20日，地點則是在中國河南一帶。交戰守方為中華民國國民革命軍，另一方則為日軍。兩方激戰於河南小林店、唐河县及信阳县。